# Nachal Šaršeret
Nachal Šaršeret (hebrejsky נחל שרשרת‎) je vádí v jižním Izraeli, v severní části Negevské pouště.
Začíná v nadmořské výšce necelých 150 metrů na jižním okraji města Netivot, v mírně zvlněné bezlesé krajině, která díky soustavnému zavlažování ztratila převážně svůj pouštní charakter. Směřuje pak k jihu mírně zaříznutým korytem. Ze západu míjí blok vesnic Šaršeret, Ma'agalim, Giv'olim a Mlilot. Stáčí se k jihozápadu a na dolním toku prochází výrazněji zahloubeným kaňonem. Ústí zprava do vádí Nachal Grar.